# Breuil (motorfiets)
Breuil is een Frans historisch merk van motorfietsen.
De bedrijfsnaam was: Louis Breuil, Paris.
Breuil was een Franse fabriek die motoren van Peugeot, Aster, Zürcher en anderen inbouwde, zowel eencilinders als V-twins van 4- tot 6 pk. De productie liep van 1903 tot 1908.